# محمود صالحی (بازیکن فوتبال)
محمود صالحی (زادهٔ ۱۵ بهمن ۱۳۷۸) بازیکن فوتبال اهل ایران است که در پست مهاجم برای باشگاه نفت مسجدسلیمان در لیگ برتر خلیج فارس بازی می‌کند.